# Thersamonia hyrcana
Thersamonia hyrcana är en fjärilsart som beskrevs av Neuburger 1903. Thersamonia hyrcana ingår i släktet Thersamonia och familjen juvelvingar. Inga underarter finns listade i Catalogue of Life.